# طرطيع بورشجوفي
طرطيع بورشجوفي (الاسم العلمي:Schanginia borszczowii) هو نوع غير مؤكد من النباتات يتبع جنس الطرطيع من الفصيلة القطيفية.